# Livets Ord

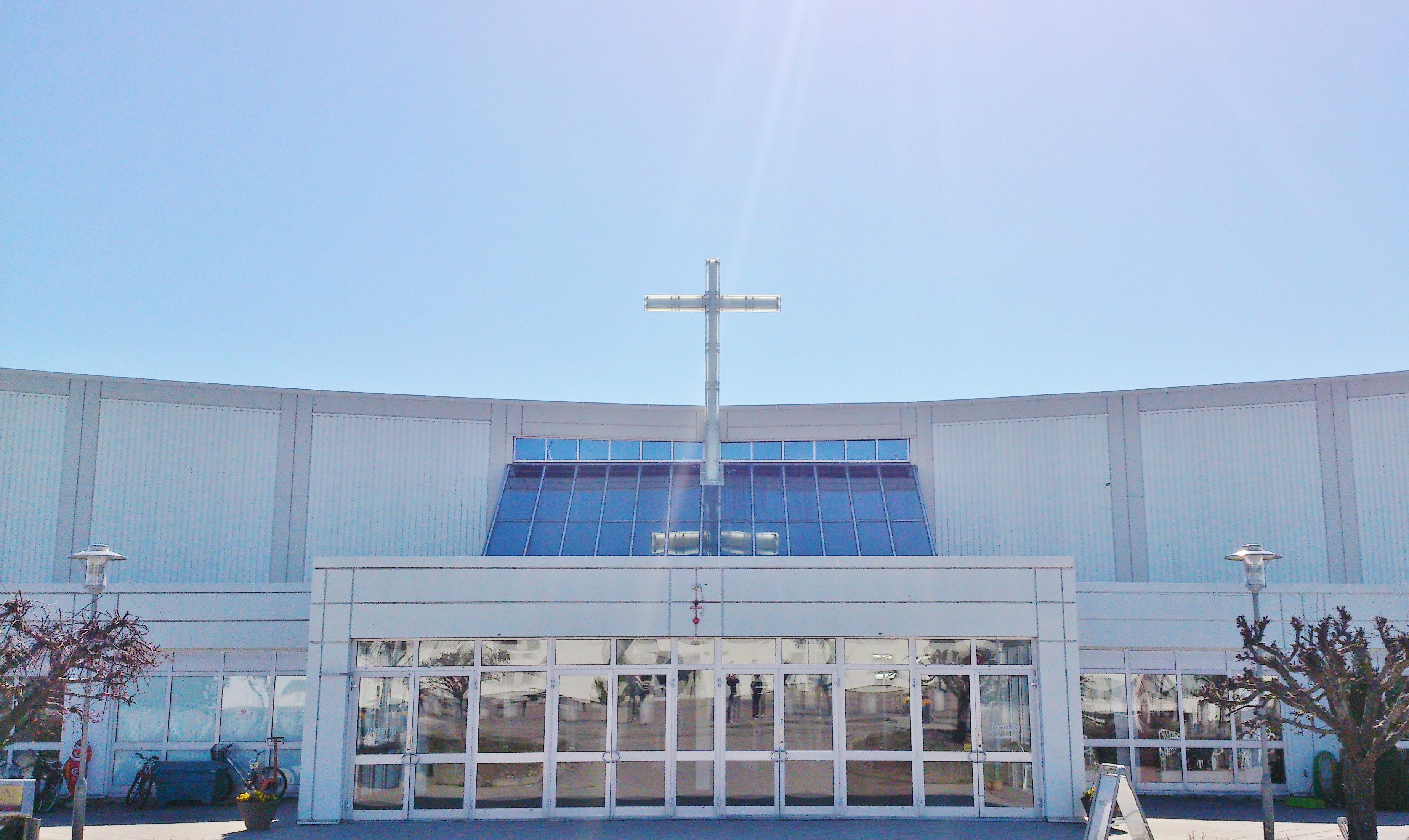
kościół Livets Ord

Livets Ord (Słowo Życia) – największy neozielonoświątkowy kościół w Szwecji ściśle związany z Ruchem Wiary. Został założony 24 maja 1983 roku przez Ulfa Ekmana w Uppsali.
Według jego zwolenników podstawowym celem Livets Ord jest pomoc wiernym w doświadczeniu wiary oraz oparta na Biblii wiara w uzdrowienie przez modlitwę i inne charyzmaty. Kościół prowadzi szkołę biblijną oraz wysyła misjonarzy do Rosji, Ukrainy, Armenii, Azerbejdżanu, Tadżykistanu, Afganistanu, Izraela i Indii.
Wspólnota w Uppsali liczy 3 tys. członków. 

### Strony oficjalne
- Livets Ord – Strona oficjalna
- Livets Ord Theological Seminary. lou.se. [zarchiwizowane z tego adresu (2005-11-10)]. (ang.)
- Livets Ord Bibleschool. lobc.se. [zarchiwizowane z tego adresu (2010-08-11)]. (ang.)